# Linda Entz
Linda Entz (* 1976 in Helmstedt) ist eine deutsche Lyrikerin.

## Leben
Entz absolvierte nach dem Abitur zunächst eine Ausbildung zur Fliesen-, Platten- und Mosaiklegerin im elterlichen Betrieb. Nach der Weiterbildung zur Fliesenlegermeisterin (Bachelor Professional im Fliesenleger-Handwerk) übernahm sie im Jahr 2007 die Leitung des Geschäftes. 2019 folgte der Abschluss des Fernstudiums „Raumgestaltung/Innenarchitektur“. Linda Entz lebt in Groß Steinum in Niedersachsen.
Entz schreibt Lyrik und Prosa; ihre Gedichte und Kurzgeschichten sind in verschiedenen Anthologien und Literaturzeitschriften veröffentlicht. Sie ist Mitglied der „Arbeitsgruppe Literatur“ im Verein Braunschweigische Landschaft und der Gesellschaft für zeitgenössische Lyrik.

## Werke
- Verwandlungen, Kurzgeschichten mit Illustrationen, fhl-Verlag Leipzig, 2010, ISBN 978-3-942025-31-7
- Wie der Profit zum Berg kam, Komödie, Cantus Theaterverlag 2013
- sie lassen heimlich ihre Türen offen, Gedichte, BoD 2016 (Veröffentlichung nach Buchjournal-Schreibwettbewerb), ISBN 978-3-7412-8221-8
- Ralph Grüneberger (Hg.)/Gesellschaft für zeitgenössische Lyrik: Beiträge in Poesiealbum neu, Ausgabe 1/2008, ISBN 3-937264-53-1
- Ralph Grüneberger (Hg.) / Gesellschaft für zeitgenössische Lyrik: Beitrag in Poesiealbum neu, Sonderausgabe 4/2020. ISSN 2193-9683
- Gesellschaft für zeitgenössische Lyrik (Hg.): Beitrag in 100.000 Worte – Dreißig Jahre Lyrikgesellschaft 2023, ISBN 978-3-937264-39-4

## Preise
- Literaturwettbewerb „Utopia“ der Aktion Mensch, 2007
- Preis des Börsenvereins des deutschen Buchhandels, 2007
- Uslarer Literaturpreis, 2008